# Xiaonan (Xiaogan)
Xiaonan (chiń. upr. 孝南区; chiń. trad. 孝南區; pinyin Xiàonán Qū) – dzielnica we wschodniej części prefektury miejskiej Xiaogan w prowincji Hubei w Chińskiej Republice Ludowej. Liczba mieszkańców dzielnicy w 2010 roku wynosiła 908266.